# Liste der Mindener Domherren
In der Liste der Mindener Domherren sind alphabetisch geordnet die Domherren des Mindener Doms seit der Entstehungsphase des Bistums Minden aufgeführt, die im Domkapitel Minden zusammengeschlossen waren. Der Mindener Dom war die Bistumskirche des Bistums Minden. Die ostwestfälische Stadt Minden liegt in heute Nordrhein-Westfalen.

## Namensträger

### A
- Ulrich von Ahlden (erw. nach 1330)[1]
- Volkmar von Alten (erw. 1327)[1]
- Johannes Andree (erw. 1321)[1]
- Conrad von Aschwede († 1594)[2]
- Curdt von Aschwede (1550–1590), Domsenior
- Schwerder von Aspelkamp († 1581)

### B
- Johann Sergius von Baeck († 1634)
- Georg Ludwig von Baer (erw. 1728), auch Propst zu Levern
- Hermann von Balve (erw. 1363)[1]
- Arnold von der Beck (erw. 1318)[1]
- Daniel Berner, Dompropst erw. 1522
- Gerhard vom Berge, Domkantor, später Domdechant (ab 1339)
- Gerhard vom Berge (erw. 1350)[1]
- Johann vom Berge († 1392)
- Johann vom Berge (erw. nach 1364)[1]
- Otto vom Berge (erw. 1358)[1]
- Simon vom Berge (erw. 1370)[1]
- Simon vom Berge († 1395), Dompropst
- Volquin vom Berge (erw. 1301), Dompropst
- Wedekind vom Berge (erw. 1339)[1]
- Wittekind von Berge (auch Schalksberge) († 1383), Dompropst, später Bischof
- Andreas von Bergen (auch de Bergis) (erw. 1324)[1]
- Bernhard (erw. 1335)[1]
- Wilhelm Bock zu Pattensen (erw. 1631)
- Bodo (erw. 1339)[1]
- Heinrich Friedrich Wolfgang von Böselager (erw. 1716), Dompropst
- Johann von Braunschweig (erw. 1324)[1]
- Ludwig von Braunschweig (erw. vor 1324)[1]
- Ludwig von Braunschweig (erw. 1335)[1]
- Ludwig von Braunschweig-Lüneburg († 1346), seit 1324 Bischof
- Bruno (erw. 1304)[1]
- Bruno (erw. 1339)[1]
- Wilhelm von Buchen († 1402), Dompropst, später Bischof
- Burchard (erw. 1300)[1]
- Bruning, Dompropst erw. 1340
- Bruno von Büren (erw. 1354)[1]
- Reinbert von Büren (erw. 1321)[1]
- Albert Clamor von dem Bussche († 1710), Domdechant, auch Landrat im Fürstentum Minden, Propst zu Levern

### C
- Heinrich von Callendorf (erw. 1354)[1]
- Johann von Campe (erw. 1325)[1]

### D
- Gottschalk von Diepholz († 1119), Dompropst, später Bischof von Osnabrück
- Leonhard von Dorp (auch de Villa) (erw. 1324)[1]
- Friedrich Dume (erw. 1369/1379)
- Werner Dume (erw. 1304/1314/1327)[1]
- Eggert Dürkop, 1489 Dompropst, später Bischof von Schleswig

### E
- Brüning von Engelborstel (erw. 1304/1319), Domdechant, Dompropst[1]
- Otto von Everstein (erw. 1324)[1]
- Wedekind I. von Everstein (1282–1324), Domherr, Propst in Hameln

### F
- Jobst von Falk (erw. 1598), Propst Stift St. Marien, Minden, Dompropst
- Hermann von Falkenberg (erw. 1304)[1]

### G
- Friedrich Christian von Galen zu Assen (1689–1748), auch Domherr in Münster, Worms, Osnabrück, Paderborn, Hildesheim, Propst von St. Viktor Dülmen, Archidiakon von Bocholt.[3]
- Karl Anton von Galen zu Assen (1679–1752), auch Domherr in Münster und Osnabrück, sowie münsterscher Amtsdroste und Kriegsrat[4]
- Johann von Gesmold (erw. 1337)[1]
- Leonhard von Gnadenstedt (erw. 1327)[1]
- Lippold von Gnadenstedt (erw. 1325)[1]
- Godeboldus Diakonus erw. 1120–1140, Dompropst erw. 1147
- Johannes von Greven (erw. 1363)[1]
- Heinrich Griph (erw. 1318)[1]
- Berthold Gruelhot (erw. 1323)[1]

### H
- Konrad von Hadewig, Domherr erw. 1516, auch Inhaber einer Vikarie zu Lübbecke[5]
- Thomas von Halle, Dompropst erw. 1529
- Franz Christoph von Hanxleden, auch Domherr zu Münster[6]
- Hermann Kaspar von Hanxleden († 19. Januar 1760), auch Domküster zu Münster[6]
- Hermann von Hardenberg[7] (erw. 1299)[1]
- Günther von Hedwigessen (erw. 1340)[1]
- Johann von Heimburg (erw. 1305)[1]
- Johann von Helmburg (erw. 1352)[1]
- Volkmar von Heimburg (erw. 1375)[1]
- Heinrich (erw. 1325)[1]
- Heinrich de Hollage (erw. 1352)[1]
- Wedekind von Holte (erw. 1310)[1]
- Heinrich von Homburg (erw. 1302)[1]
- Ludolf von Horne (erw. 1361)[1]
- Adrian Christian Wolfgang von de Horst (erw. 1704), Domherr in Hildesheim, Propst Stift St. Johannes, Minden, Dompropst
- Dietrich von der Horst (erw. nach 1329)[1]
- Wittekind von Hoya († 1261), Dompropst, später Bischof

### J
- Johannes (erw. 1339)[1]
- Johannes (erw. 1340)[1]
- Johannes (erw. 1351)[1]

### K
- Goswin von Ketteler zu Harkotten ex Bollen (gen. 1635–1667)[8]
- Heinrich von Korff genannt Schmising zu Tatenhausen (1583–1665)
- Johann Adolf von Korff genannt Schmising zu Tatenhausen (1619–1678), auch Domherr in Münster, Propst von St. Mauritz bei Münster.[9]

### L
- Otto von Landsburg (1190–1200), Domküster
- Burchard von Langen, Dompropst erw. 1598
- Gottschalk von Ledebur († 1600), auch Dompropst zu Osnabrück, Propst zu Levern
- Heinrich Plato von Ledebur, auch Drost zu Ravensberg
- Jost von Ledebur, auch Pfarrer zu Borgholzhausen († 1565)[10][11]
- Bernhard von der Lippe (erw. 1311)[1], ab 1321 Bischof von Paderborn
- Heinrich von der Lippe (erw. 1305)[1]
- Heinrich von der Lippe, Dompropst erw. 1332
- Johann von Lübeke (erw. 1309)[1]

### M
- Hermann von Mandelsloh (erw. 1303)[1]
- Eberhard von Mallinckrodt († 1617), Domdechant, auch Propst zu Levern
- Bernardus (Marienfeld), Domherr und ab 1344 Abt des Klosters Marienfeld
- Johannes vom Markte (auch de Foro) (erw. 1319)[1]
- Gerhard von Minden († 27. Oktober 1278[12]), Domdekan seit 1261[13] und Verfasser des Wolfenbüttler Äsop[14]
- Werner von Minden († 1170), Dompropst später Bischof
- Sigward von Minden († 1140), Dompropst, später Bischof
- Johannes van Monichus(en), Dompropst erw. 1400
- Hartwich von Münchhausen (erw. 1324)[1]

### N
- Hermann Dietrich von Nehem, Dompropst erw. 1723
- Hans Georg von Neuenhof, Dompropst erw. 1623

### O
- Eckhard von Oldendorp
- Otto (erw. 1361)[1]

### P
- Burchard Post (erw. 1321)[1]
- Eckerius Post (erw. 1329)[1]
- Johannes Post (erw. 1327)[1]
- Burkhard von Post († 1321)
- Eggerich von Post (†n. 1321)
- Johann von Post (n. 1300)
- Walter von Post (1247–1272)

### R
- Heinrich Rabber (erw. 1306)[1]
- Heinrich von Raesfeld (1556–1597)
- Heinrich Rant (erw. 1358)[1]
- Ludwig von Ravensberg (erw. 1294), Propst in Tongeren, Dompropst in Minden
- Ludwig II. von Ravensberg († 1308), später Propst von St. Johann in Osnabrück und des Stift Schildesche, Bischof von Osnabrück
- Matthias Friedrich von Recke zu Steinfurt (1644–1701), auch Domherr in Münster, Archidiakon Stadt- und Südlohn, Amtsherr in Lüdinghausen, Propst von St. Mauritz, unterlegener Kandidat Bischofswahl Münster, Domdechant Münster.[15]
- Wilhelm von der Recke zu Steinfurt († 1675)[16]
- Ernst von Reden (luth.) (1626–1631; † 1643), auch Propst zu Levern
- Ludolf von Rostorf († 1304), auch Archidiakon von Ohsen, Propst zu Hameln, seit 1295 Bischof
- Johann von Rotorp (erw. 1357)[1]
- Johann von Rüdenberg (1266–1318)
- Werner von Rüdenberg (1220–1260), Dompropst

### S
- Johann I. von Sachsen-Lauenburg († 1372), seit 1344 Bischof von Cammin
- Bernhard von Schaumburg (erw. 1363)[1]
- Gerhard von Schaumburg (erw. 1300)[1]
- Gerhard von Schaumburg (erw. 1304)[1]
- Gerhard von Schaumburg (erw. 1354)[1]
- Gerhard I. von Schauenburg († 1353), seit 1300 Domherr, seit 1338 Domdekan, sowie Domherr in Halberstadt und Hildesheim, seit 1346 Bischof von Minden
- Simon von Schaumburg (erw. 1350)[1]
- Johann Scheele (erw. 1303)[1]
- Detmar Scheleke (erw. 1350)[1]
- Heinrich von Schloen gen. Tribbe (erw. 1460; † 1464)
- Johann von Schloen (erw. 1533)[1]
- Justaz von Schlon (erw. 1316)[1]
- Justaz von Schlon (erw. 1375)[1]
- Johann von Schorlemer (erw. 1619), Domherr in Osnabrück, Propst Stift St. Johannes Osnabrück, Dompropst Minden
- Günther I. von Schwalenberg († 1310), war auch Propst von Enger und Goslar, Domherr in Magdeburg, von 1277 bis 1278 Erzbischof von Magdeburg und von 1307 bis 1310 Bischof von Paderborn[1]
- Konrad von Solms (erw. 1377)[1]
- Roleff von Snetlage (erw. 1568)
- Johann von Spiegelberg (erw. 1376)[1]
- Hermann von Stael († 1607)
- Heinrich von Steding († 1625), auch Propst zu Levern
- Dietrich von Stendal (erw. 1355)[1]

### T
- Thethard (erw. 1297)[1]
- Thethard (erw. 1304)[1]
- Thietmar von Minden († 1206), Dompropst erw. 1183, Bischof seit 1185
- Segeband von Thune (erw. 1351)[1]
- Heinrich Tribbe († 1464), Geschichtsschreiber
- Arnold Heinrich von Treskow († 1728), Archidiakon zu Minden, auch Propst von St. Marien zu Minden, Landrat für die Ämter Reineberg und Rahden, Propst zu Levern

### V
- Dietrich Anton von Velen zu Velen (1643–1700), auch Domherr in Münster, Gesandter, Propst von Oldenzaal, Wirklicher Kriegsrat und Hofrat, Dompropst in Münster[17]
- Johann von Vincke († 1596), auch Propst zu Levern
- Johann Dietrich von Vincke, († 1714), auch Großvogt zu Minden
- Johann Heinrich von Vincke († n. 1643), auch Senior zu Minden, Propst zu Levern
- Volquin (seit 1269), Dompropst

### W
- Adolf von Waldeck (erw. 1324)[1]
- Eberhard von Waldeck (erw. 1319)[1]
- Gottfried von Waldeck († 1324), Domdechant, später Bischof
- Heinrich V. von Waldeck († nach 1349), Dompropst
- Ludwig von Waldeck (erw. 1337)[1]
- Gervasius von Warberg (erw. 1353)[1]
- Hermann von Wendt (erw. 1409)[18]
- Johann Adrian von Wendt († 1694), Domküster, auch Domdechant und Propst zu Osnabrück, Domherr zu Halberstadt, Propst zu Levern
- Albert von Werne (erw. 1357)[1]
- Lubbert Westfal (erw. 1370)[1]
- Otto von Wölpe[19], (1248–1301 oder 1307), Dompropst
- Liborius von Wülpke (erw. 1346)[1]

### Z
- Ludwig von Zersen (erw. 1372)[1]